# ليكس دافيسون
ليكس دافيسون (بالإنجليزية: Lex Davison)‏ مواليد 12 فبراير 1923 في ملبورن، فيكتوريا، كان سائق فورملا 1 أسترالي. فاز بجائزة أستراليا الكبرى أربع مرات.

## سباقات شارك فيها
- لو مان 24 ساعة
- بطولة العالم للسيارات الرياضية

## بطولات فاز بها
- جائزة أستراليا الكبرى 1954
- جائزة أستراليا الكبرى 1957
- جائزة أستراليا الكبرى 1958
- جائزة أستراليا الكبرى 1961

## روابط خارجية
- ليكس دافيسون على موقع DriverDB.com (الإنجليزية)